# SSE5
SSE5 (Streaming SIMD Extensions version 5) era una extensió al set d'instruccions del processador proposat per AMD el 30 d'agost de 2007, com a suplement a les instruccions SSE de 128 bits precentes en l'arquitectura AMD64.
AMD va escollir no implementar SSE5 com havia proposat inicialment. El mes de maig de 2009, AMD va reemplaçar SSE5 amb tres extensions al set d'instruccions anomenats XOP, FMA i CVT16, els quals retenen la funcionalitat proposada per SSE5, però codifiquen les instruccions de forma compatible amb el set d'instruccions AVX proposat per Intel.
Aquestes tres instruccions derivades seran introduïdes en el microprocessador Bulldozer.